# Alfred Allen Curtis
Alfred Allen Paul Curtis (* 4. Juli 1831 in Pocomoke City, Maryland; † 11. Juli 1908 in Baltimore) war ein US-amerikanischer Geistlicher und römisch-katholischer Bischof von Wilmington.

## Leben
Alfred Allen Curtis gehörte ursprünglich der Episkopalkirche an, in der er 1859 zum Priester geweiht wurde. Während einer Reise nach England wurde er am 18. April 1872 von John Henry Newman in die Römisch-katholische Kirche aufgenommen. Am 19. Dezember 1874 empfing er das Sakrament der Priesterweihe für das Erzbistum Baltimore.
Papst Leo XIII. ernannte ihn am 3. August 1886 zum Bischof von Wilmington. Der Erzbischof von Baltimore, James Gibbons, spendete ihm am 14. November desselben Jahres die Bischofsweihe; Mitkonsekratoren waren der Bischof von Saint Augustine, John Moore, und der Bischof von Wheeling, John Joseph Kain.
In seiner zehnjährigen Amtszeit förderte er die Niederlassung von Ordensgemeinschaften. So etablierte er eine eigene Seelsorge für afroamerikanische Katholiken, die er den Josephiten übertrug. Die St Josephs-Kirche in Wilmington wurde hierfür errichtet und durch ein Waisenhaus und eine Pfarrschule ergänzt. Curtis gewann die Benediktiner und Benediktinerinnen sowie die Ursulinen, Niederlassungen im Bistum zu gründen. Mit Unterstützung der inzwischen heiliggesprochenen Katharine Maria Drexel gründete er eine Industrieschule in Clayton.
Papst Leo XIII. nahm am 23. Mai 1996 seinen Verzicht auf das Bistum Wilmington an und ernannte ihn am 2. Juni desselben Jahres Titularbischof von Echinus. 1897 wurde er zum Weihbischof im Erzbistum Baltimore ernannt.
Curtis starb in Baltimore. Seine letzte Ruhestätte fand er in der Klausur des von ihm gegründeten Heimsuchungs-Kloster in Wilmington.